# Latrobe Council

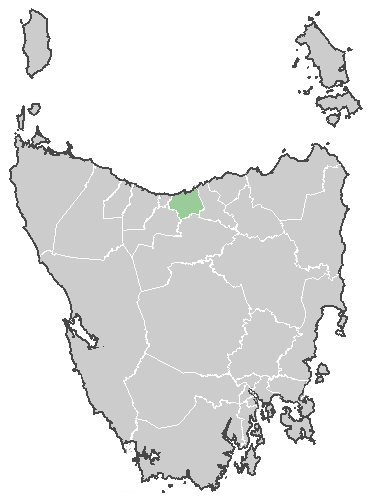
Latrobe Council na mapie Tasmanii

Latrobe Council – obszar samorządu lokalnego (ang. local government area), położony w północnej części Tasmanii (Australia) nad Cieśniną Bassa. Siedziba rady samorządu zlokalizowana jest w mieście Latrobe, pozostałe ważniejsze miasta to: Port Sorell, Shearwater, Hawley Beach i Tarleton. 
Według danych z 2009 roku, obszar ten zamieszkuje 9616 osób. Powierzchnia samorządu wynosi 550 km². 
W celu identyfikacji samorządu Australian Bureau of Statistics wprowadziło czterocyfrowy kod dla gminy Latrobe – 3810.